# Pulitzerjeva nagrada
Pulitzerjeva nagrada [púlicerjeva nagráda] je ameriška nagrada, ki šteje kot najvišje narodno priznanje za novinarski tisk, literarne dosežke ali skladateljstvo. V New Yorku jo podeljuje Univerza Columbia.
Nagrade podeljujejo vsakoletno v enaindvajsetih kategorijah. V dvajsetih dobi vsak nagrajenec priznanje in denarno nagrado v vrednosti 10.000 USD.. Zmagovalec v kategoriji javne službe v novinarstvu dobi zlato medaljo, ki gre vedno časopisu, četudi je v navedku lahko omenjen posameznik.
Nagrado je ustanovil Joseph Pulitzer, madžarsko-ameriški novinar in časopisni založnik, ki je s svojo smrtjo Univerzi Columbia zapustil veliko vsoto denarja. Del zapuščine je bil porabljen za ustanovitev Podiplomska šola novinarstva na Univerzi Columbia leta 1912. Prve Pulitzerjeve nagrade so bile podeljene 4. junija 1917, zdaj pa jih podeljujejo vsako leto aprila. Prejemnike izbere neodvisni odbor.
Nagrade podeljujejo v kategorijah v zvezi z novinarstvom, umetnostjo in literaturo. Skozi čas je bila marsikatera kategorija opuščena ali preimenovana. Za nagrado se lahko potegujejo le objavljena poročila in fotografije ameriških časopisov in dnevnih novinarskih organizacij. 
Od leta 2007 se »v vseh novinarskih kategorijah, razen fotografskih, kjer bodo še naprej lahko kandidirale le mirujoče slike, dovoljuje izbor spletnih elementov.«
Odbor Pulitzerjeve nagrade razlikuje med »kandidati« (angleško entrants) in »nominiranimi finalisti« (nominated finalists). Kandidati so preprosto tisti, katerih založnik je njihovo delo predlagal v obravnavo v skladu z »Načrtom nagrade« (Plan of Award Odbora. Tako ne gre za pomembnejše odlikovanje. »Nominirani finalisti« so tisti, ki jih izberejo žirije in ki so (od leta 1980 dalje) v vsaki kategoriji vsakoletno razglašeni poleg zmagovalca.